# Kaufbeurer Haus
Das Kaufbeurer Haus ist eine Schutzhütte der Sektion Allgäu-Immenstadt des Deutschen Alpenvereins. Sie liegt in den Allgäuer Alpen an der Nordseite der Hornbachkette, über dem Hornbachtal auf 2005 m ü. A., und ist eine Selbstversorger-Hütte. Von Pfingsten bis Anfang Oktober ist die Hütte an Wochenenden bewartet. Sie hat rund 50 Matratzenlager. Der Winterraum bietet 14 Schlafplätze, wenn die Hütte nicht geöffnet hat. Für den Zugang dafür ist der AV-Schlüssel nötig.
Auf Grund einer behördlichen Anordnung der Bezirkshauptmannschaft Reutte darf das Obergeschoß der Hütte zurzeit nicht als Schlafraum genutzt werden, so dass auch zur Bewartungszeit der Hütte nur die Lager des Winterraums zur Verfügung stehen.
Man kann die Hütte in rund drei Stunden von Hinterhornbach erreichen.

## Touren
- Auf dem Enzenspergerweg zur Hermann-von-Barth-Hütte in 5 Stunden.
- Bretterspitze (2608 m), Schwierigkeitsgrad bis UIAA I (eine kurze Stelle) in 2 Stunden.
- Urbeleskarspitze (2632 m), Schwierigkeitsgrad bis UIAA II+ in 2 Stunden.
- Gliegerkarspitze (2575 m), Schwierigkeitsgrad bis UIAA I in 1½ Stunden.

## Bilder

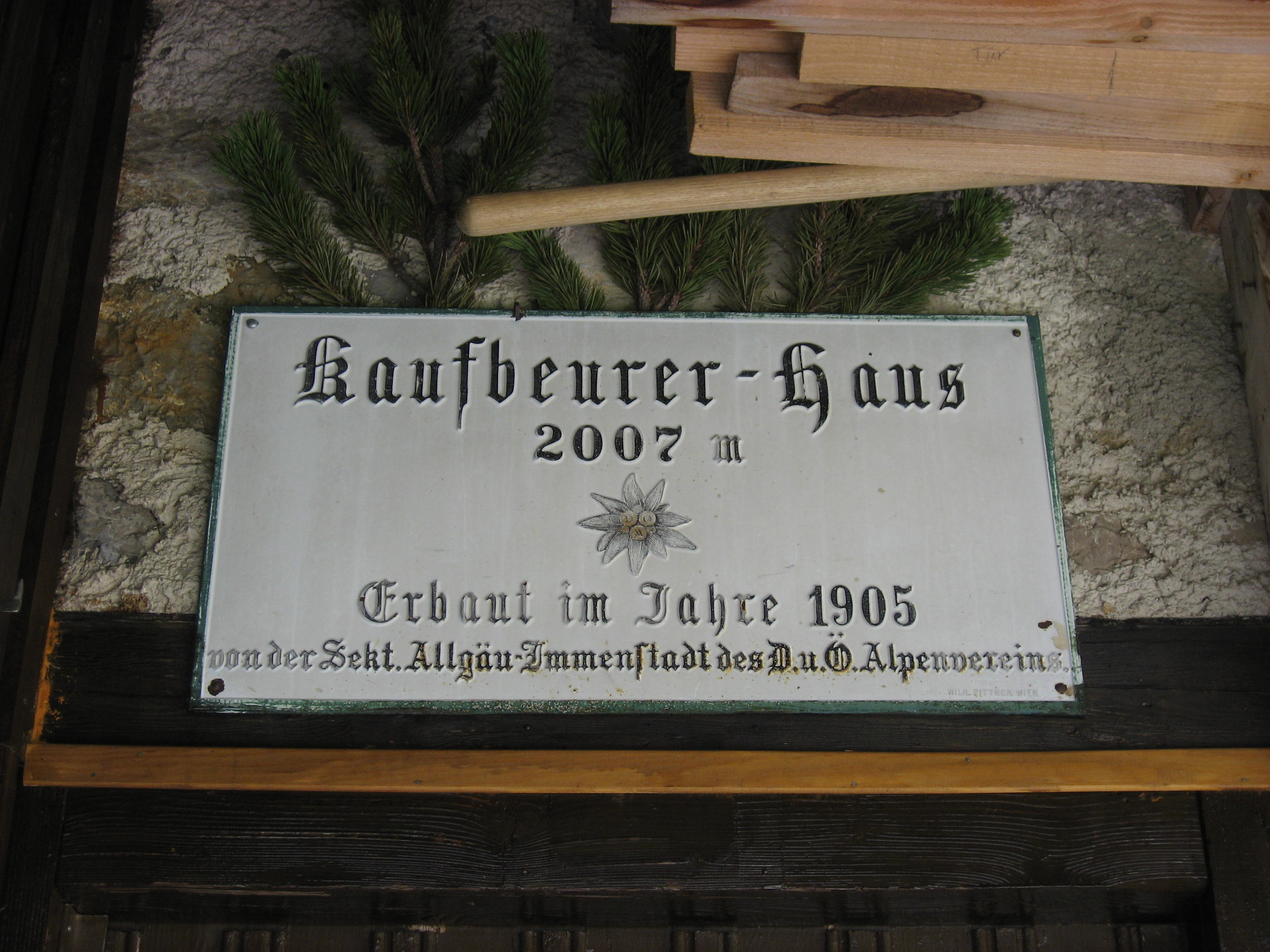
Plakette über dem Eingang des Kaufbeurer Hauses
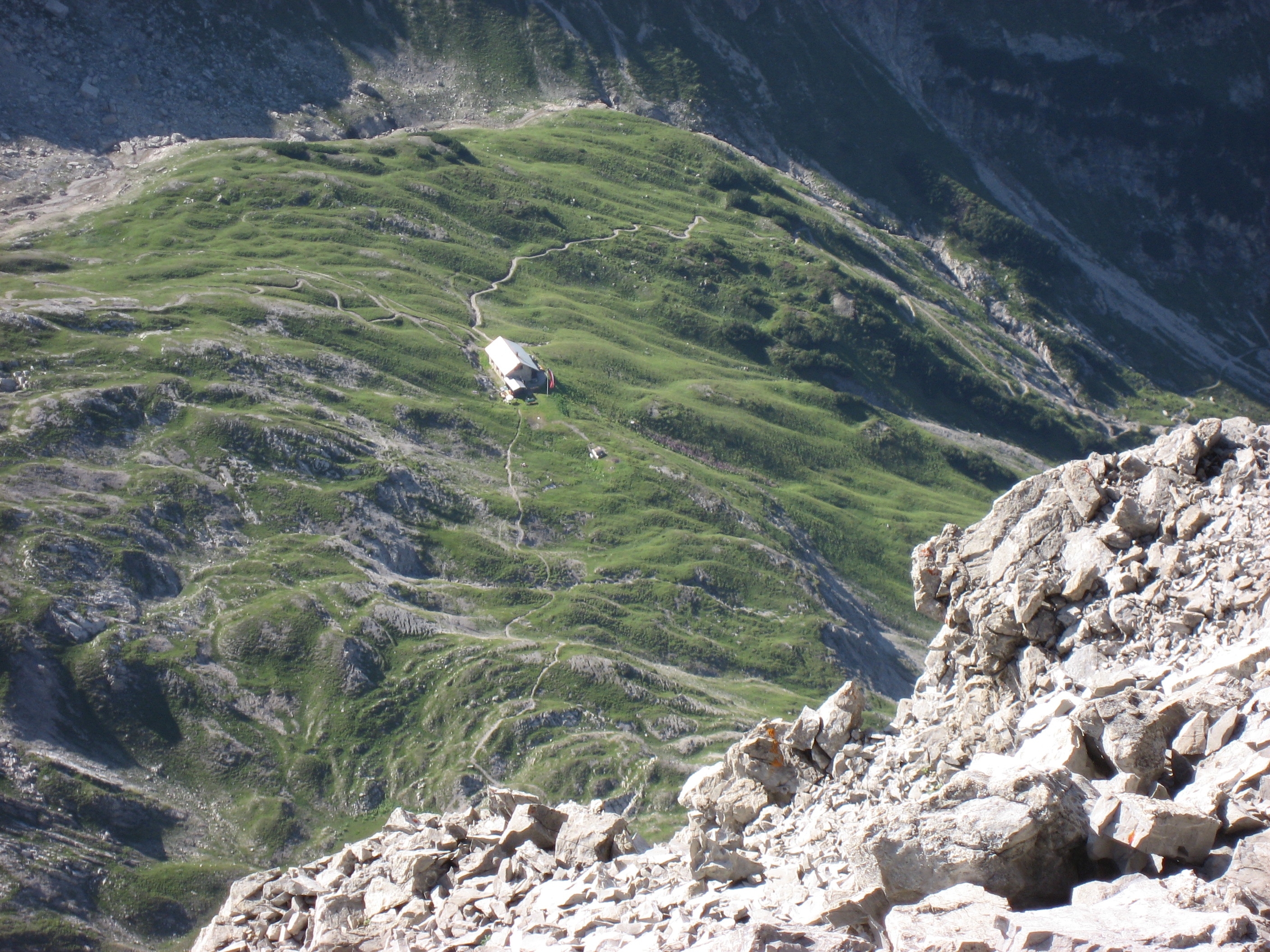
Blick von der Urbeleskarspitze zum Kaufbeurer Haus